# Nikon FM3A

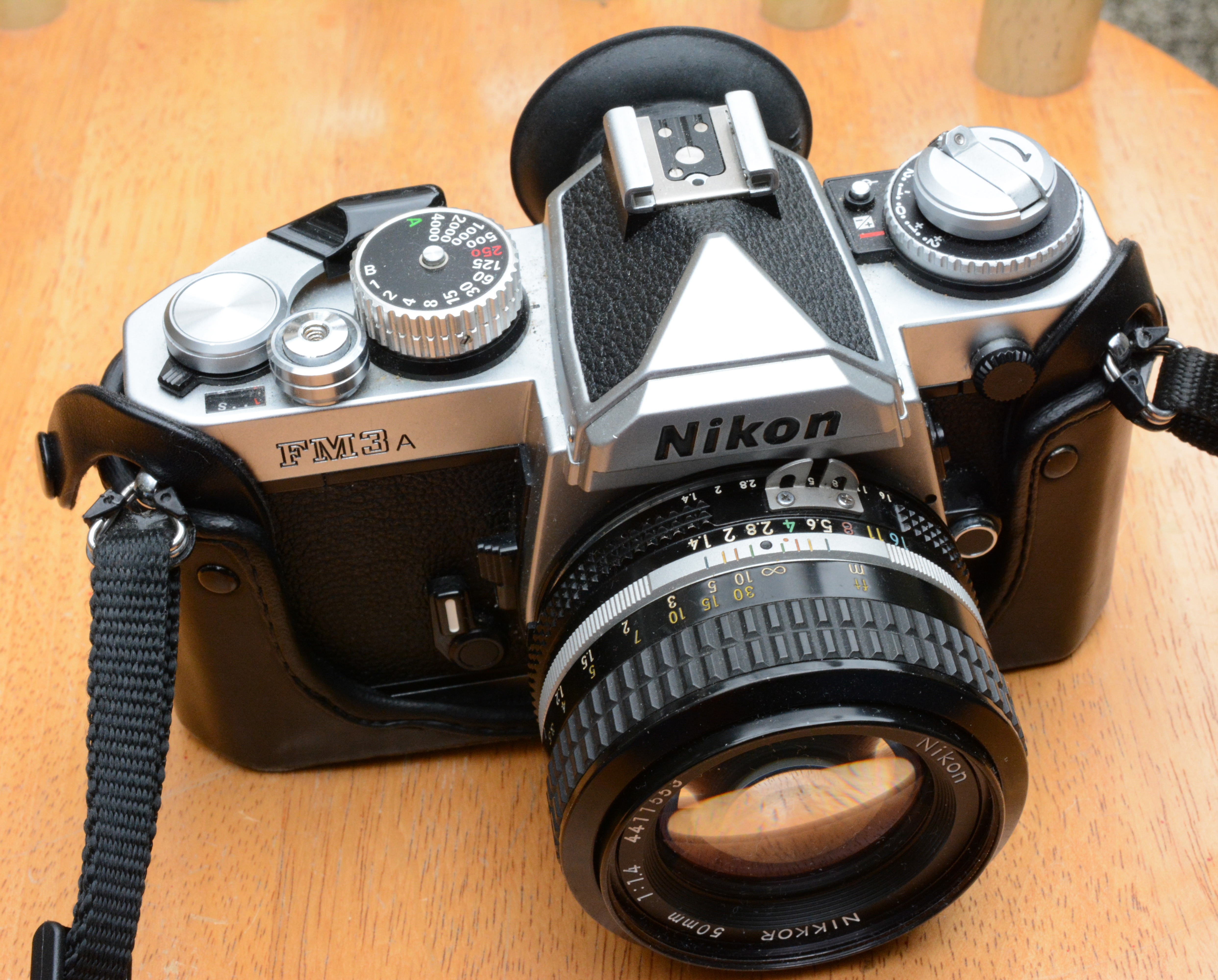
A Nikon FM3A é uma câmera de lente intercambiável, obturador de plano focal, filme de 35 mm e reflex de lente única (SLR). Foi fabricada pela Nikon Corporation no Japão, em linhas de montagem de pequeno volume, de 2001 a 2006. A câmera estava disponível em duas cores: toda preta e cromada acetinada. O preço de tabela introdutório nos EUA apenas para o corpo cromado (sem lente) era de US $ 820.

Nikon FM3A é uma câmera da marca Nikon. Uma das últimas lançadas com foco manual -2001- e com a inovação de Automático com prioridade de abertura, usando ainda filme. É uma evolução da Nikon FM2-1982 que era totalmente manual.